# Groenblijvend

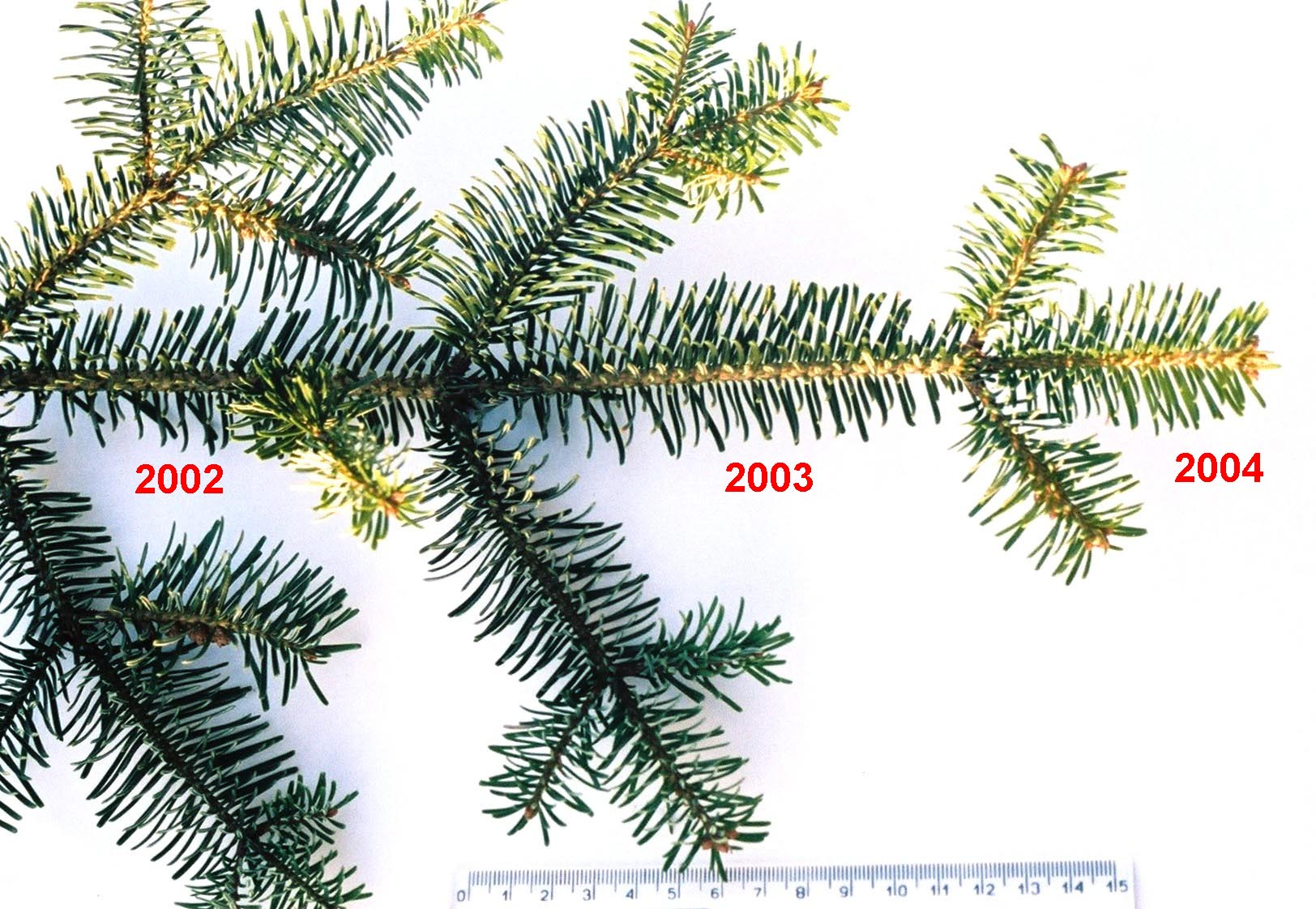
Een tak van de zilverspar met naalden van drie opeenvolgende jaren

Groenblijvend is in de plantkunde een aanduiding voor planten die het hele jaar door bladeren hebben, dit in tegenstelling tot bladverliezende planten die kaal en bladerloos worden, doordat ze hun bladeren gedurende een periode van het jaar verliezen.
Het behouden van de bladeren bij groenblijvende planten kan variëren van de duur van een jaar (bladval van oude bladeren spoedig nadat nieuwe bladeren zijn verschenen) tot een maximum van 45 jaar bij de naaldboom Pinus longaeva. Er zijn echter zeer weinig soorten die hun bladeren meer dan vijf jaar behouden.
Een speciaal geval is de Welwitschia, een Afrikaanse naaktzadige, die maar twee bladeren aanlegt. Deze groeien gedurende het hele leven door, maar sterven uiteindelijk vanaf de uiteindes af waarbij het bladweefsel twintig tot veertig jaar goed blijft.

## Kenmerken van groenblijvende planten
In warme, tropische regio's zijn de meeste planten in de regenwouden groenblijvend, waarbij ze hun bladeren gedurende het gehele jaar geleidelijk vervangen als de bladeren verouderen en afvallen. In gebieden met droge periodes komen zowel groenblijvende als bladverliezende soorten voor. De meeste planten in subtropische klimaten zijn ook groenblijvend. In de gematigde klimaten komen minder groenblijvende plantensoorten voor en zijn coniferen de voornaamste groenblijvende planten, omdat groenblijvende bloemplanten met hun grotere bladeren minder koudetolerant zijn en meestal geen temperaturen beneden de -25 °C kunnen weerstaan.
In gebieden waar er een reden is om bladverliezend te zijn (zoals gebieden met een koude of droge periode) is groenblijvend zijn vaak een aanpassing aan voedingsarme bodems. Bladverliezende bomen verliezen nutriënten als ze hun bladeren verliezen en ze moeten dit verlies weer aanvullen vanuit de bodem om nieuwe bladeren aan te leggen. Als er weinig nutriënten beschikbaar zijn, hebben groenblijvende planten ook een nadeel, hoewel hun bladeren en naalden in staat moeten zijn om koude en/of droogte te weerstaan. Ze zijn dan minder efficiënt in de fotosynthese. In warmere streken groeien soorten als dennen en cipressen slecht op voedingsarme gronden. Bij Rhododendron, een geslacht met veel groenblijvende soorten, groeien een aantal soorten in bossen, maar komen ze meestal voor op zeer zure gronden, waar minder nutriënten beschikbaar zijn voor planten. In taiga's en noordelijke bossen is het te koud om het organische materiaal in de bodem snel te laten vergaan, waardoor de nutriënten in de bodem minder gemakkelijk beschikbaar zijn voor planten, waardoor groenblijvende planten in het voordeel zijn. 
In gematigde klimaten kunnen groenblijvende planten hun overlevingskans vergroten doordat het blad- en naaldafval van groenblijvende bomen een hogere koolstof-stikstofverhouding heeft dan het bladafval van bladverliezende planten, wat er toe leidt dat de bodem een hogere zuurgraad en een lager gehalte aan stikstof heeft. Deze condities zorgen voor meer groei van groenblijvende planten en maken het bladverliezende planten moeilijker om zich te handhaven. Ook maakt de afscherming verzorgd door groenblijvende planten het gemakkelijker voor andere groenblijvende planten om koude en droogte te overleven.
In het apocriefe Henoch 3 staat: "Aanschouw en zie hoe (in de winter) alle bomen schijnen te zijn verdord en al hun bladeren hebben laten vallen, behalve een veertiental bomen, die hun bladerdak niet verliezen maar het oude bladerdak twee tot drie jaar behouden, totdat het nieuwe komt."